# Eddie Bo

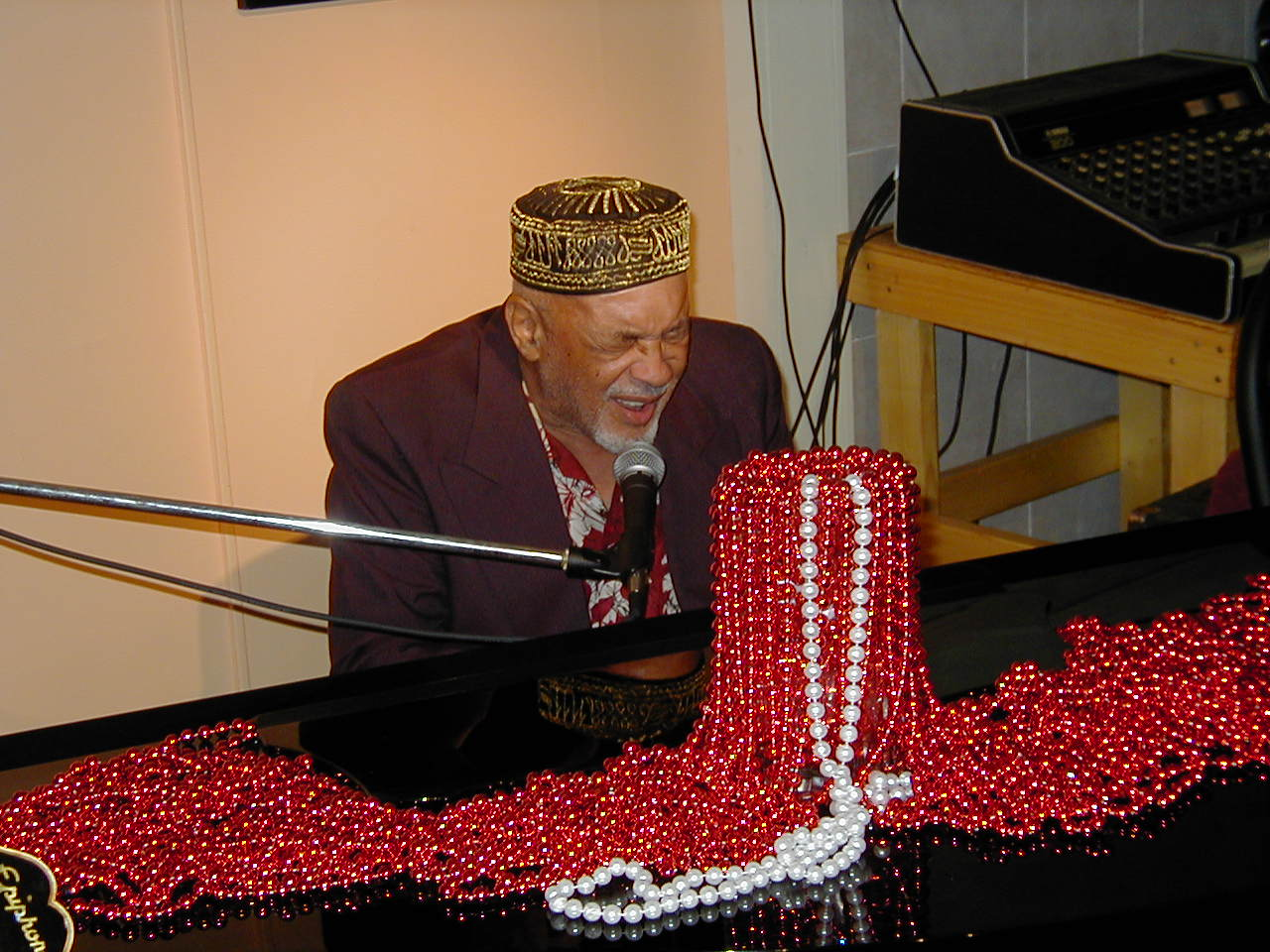
Eddie Bo, 2004

Eddie Bo (eigentlich Edwin Joseph Bocage; * 20. September 1930 in New Orleans; † 18. März 2009 ebenda) war ein US-amerikanischer Musiker und Veteran der New Orleanser R&B-Szene.

## Leben und Wirken
Bo wuchs in einer musikalischen Familie auf; seine Mutter spielte Piano im Stil von Professor Longhair. Nach Ableistung seines Wehrdienstes studierte er an der Grundwald School of Music in seiner Heimatstadt, wo er sich mit dem Jazzpiano von Art Tatum und Oscar Peterson beschäftigte. In den 1950ern begleitete er Big Joe Turner, Earl King, Guitar Slim, Johnny Adams, Lloyd Price, Ruth Brown, Smiley Lewis und The Platters auf Tourneen.
Während der späten 1960er- und 1970er-Jahre war Eddie Bo als Sänger, Songwriter, Produzent und Pianist tätig. Er nahm seit 1955 für Label wie Ace, Apollo, Arrow, At Last, Blue-Jay, Bo-Sound, Checker, Chess, Cinderella, Nola, Ric, Scram, Seven B oder Swan auf und kam mit Titeln wie Check Mr Popeye (1961), Hook and Sling (1969) oder Check Your Bucket (1970) in die Charts. Einige seiner Songs wurden von Musikern wie Little Richard (Slippin’ and Slidin’), Etta James (My Dearest Darling) oder Tommy Ridgley (In the Same Old Way) erfolgreich übernommen. Als Produzent und Arrangeur arbeitete er für Al „Carnival Time“ Johnson, Art Neville, Chris Kenner, Chuck Carbo, Irma Thomas, Johnny Adams, Mary Jane Hooper, Robert Parker, The Vibrettes und The Explosions.
Weiterhin nahm er mit der Dirty Dozen Brass Band auf und tourte mit Willy DeVille, auf dessen Alben Victory Mixture und Big Easy Fantasy er auch zu hören ist. Mit Raful Neal und Rockin’ Tabby Thomas hatte er seit den 1990er-Jahren Projekte unter den Namen The Louisiana Legends, The District Court und The Hoodoo Kings.

## Preise und Auszeichnungen
Unter den Preisen, die Bo erhielt, sind zwei Lifetime Achievement Awards der South Louisiana Music Association und Music/Offbeat Best of the Beat. Seine Geburtsstadt nominierte ihn als ihren Musikalischen Botschafter für Pakistan.

## Diskographie (Auswahl)
- 1995: New Orleans Solo Piano
- 1996: Shoot from the Root
- 1997: Hook & Sling